# Cylindrovertilla kingi
Cylindrovertilla kingi е вид коремоного от семейство Vertiginidae.

## Разпространение
Видът е разпространен в Австралия.